# 山案座λ
山案座λ，又名CP-72 418，HD 39810、SAO 256239、HR 2062，是山案座的一颗恒星，视星等为6.53，位于銀經283.55，銀緯-30.52，其B1900.0坐标为赤經5h 49m 50s，赤緯-72° -30.52′ 49″。